# مات جونز (محامي)
مات جونز (بالإنجليزية: Matt Jones)‏ هو محامي أمريكي، ولد في 28 أغسطس 1978 في ميدلسبورو في الولايات المتحدة.